# 占星術和天文學
占星術和天文學在古代的西方是被同等看待的（拉丁語：astrologia），直到17世紀（"啟蒙時代"）才逐漸被區分開來，然後廢棄了占星術。在中世紀後期，天文學被視為占星術可以運作的基礎。
自18世紀以來，它們被視為毫無關聯的學科。天文學研究起源於地球的大氣層之外的事物和現象，是一門科學，並且是一個研究範圍廣泛的學術。占星術表面以天體的位置作為預測未來事件的基礎，但沒有科學的有效性，是一種占卜和偽科學的形式。

## 概觀

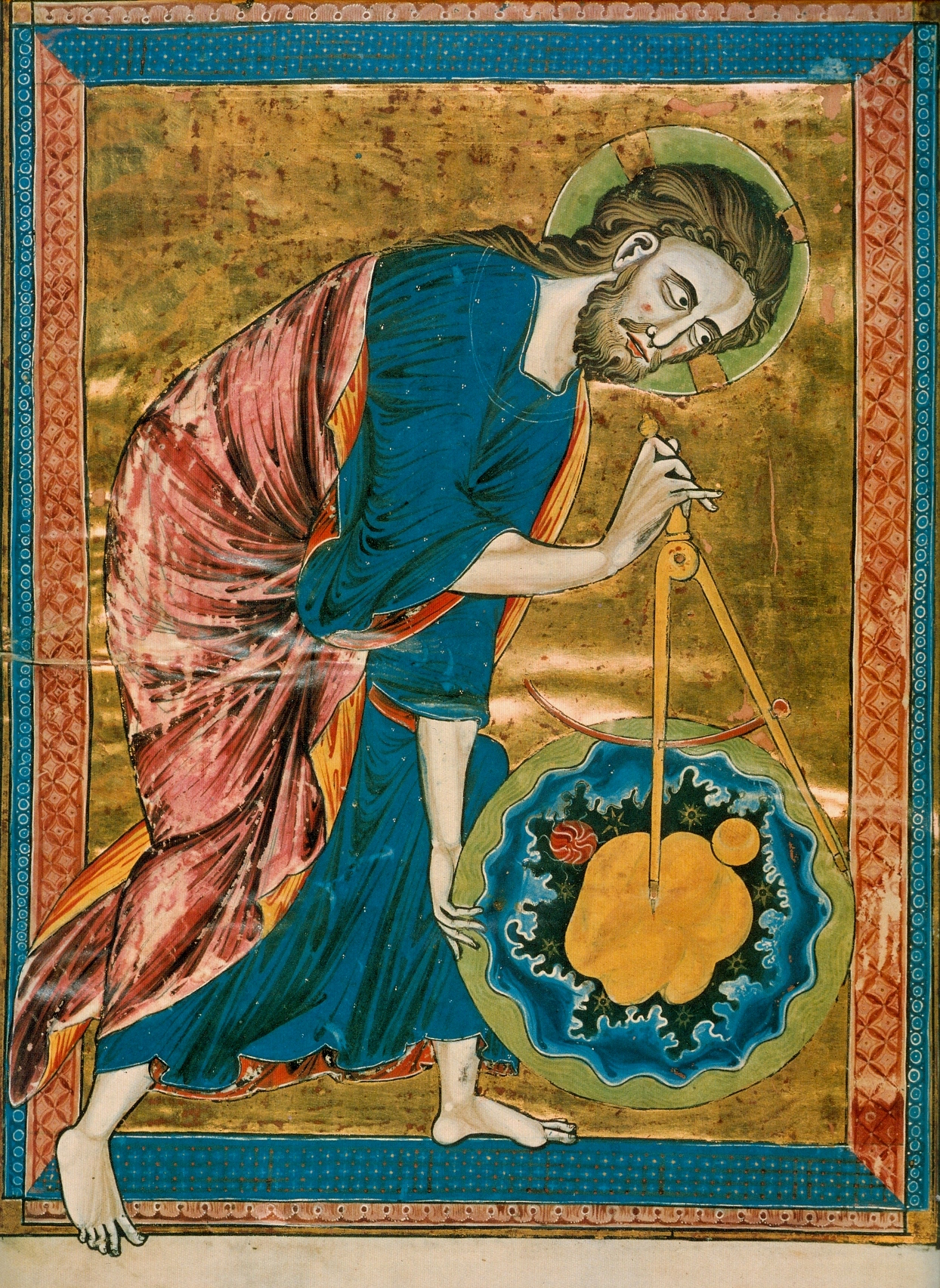
早期的科學，特別是幾何學和天文學/占星術，被許多中世紀學者與神學聯繫。在13世紀的手稿中，圓規是神創造行為的象徵，因為許多人相信在圓中有神創造的神聖或完美的東西。

在前現代時代，大多數文化都沒有明確區分占星術和天文學，而把它們視為一體的放在一起。在古代的巴比倫，天文學家都以占星術著名，也就是不只要預測天象，還要解釋占星術；也就是這兩種身分都是由同一個人執行。這種重疊並不意味著占星術和天文學總是被看做相同的。在古希臘，蘇格拉底之前的思想家，像是阿那克西曼德、色諾芬尼、阿那克西美尼和赫拉克利德斯推測恆星與行星的性質和物質。天文學家，像是歐多克索斯（與柏拉圖同時期）觀察行星的運動和週期，並創造了一個被亞里斯多德接受的地心宇宙模型。這個模型一直持續到托勒密，他加入了周轉圓來解釋火星明顯的逆行運動（大約在西元前250年，阿里斯塔克斯假設一個日心說理論，但因為亞里斯多德的地心模型繼續受到青睞，直到兩千年後才重新被哥白尼考慮提出）。柏拉圖學派因為天空的運動顯現出有序和諧的宇宙，將天文學的研究作為哲學的一部分。西元前3世紀，巴比倫占星術開始在希臘出現。占星術受到希臘哲學家的批評，包括學術懷疑論者卡爾內阿德斯和斯多葛主義的班納杜斯。然而，大年（所有的行星完成一個完整的週期餅返回它們的相對位置）的觀點和不朽的遞迴是斯多葛主義，使占卜和宿命論成為可能。
在希臘化的世界裡，"占星"（"astrologia"）和"天文"（" astronomia"）這兩個字經常被交替使用，但它們在概念上並不相同。柏拉圖教授"天文"，並要求行星現象應該用幾何模型來描述；第一個解決方案是由歐多克索斯提出的。亞里斯多德偏愛物理的方法，並採用"占星"這個詞。捏造的離心和本輪開始被認為是有用的。對一般的普通民眾來說，這些區別並不明顯，任何一個名詞都可以被接受。對於巴比倫天宮圖的實務，具體使用的名詞是"apotelesma"和"katarche"，但是未被歸入亞里斯多德的"占星"術語。
在聖依西多祿編輯的詞源，清楚的註明了天文學和占星術的區別（詞源 第三卷 27章），並且同樣的分別也出現在稍後的阿拉伯作家的本文之後。聖依西多祿鑑別了兩股糾結在一起的占星術，並分別稱之為astrologia naturalis和astrologia superstitiosa。
當阿拉伯占星家將占星術的文件翻譯成拉丁文和希臘化，占星術在中世紀歐洲被廣泛地接受。在中世紀後期，占星術被採納或拒絕，經常取決於是否被皇家法院承認。直到弗蘭西斯培根的時候，占星術才不被視為是形而上的學術，也不是經驗主義的觀察。在17和18世紀的西方，占星術和天文學的分別更加明確而逐漸分裂，占星術越來越被知識菁英認為是一種超自然的密學或迷信。但由於它們漫長的共同歷史，甚至在現代，占星術和天文學還經常會被混淆。然而，已有許多占星家不再宣稱占星術是一門科學，而將它看成是一種占卜，像是易經、藝術，或精神信仰結構的一部分（受到像是新柏拉圖主義、新異教主義、神智學和印度教等的影響）。

## 特性上的區別
天文學家的主要目標是了解宇宙的物理學。占星家利用天文學計算沿著黃道的天體位置，試圖將天體事件（占星相位、位置符號）與塵世的事件和人類事務連結。天文學家一貫使用科學方法、自然主義、假設和抽象數學的推理，來調查和解釋宇宙中的現象。占星家使用神秘或宗教推理，以及傳統民俗、符號和迷信，參雜數學的預測來解釋宇宙中的現象。占星家不常使用科學方法。
占星家服膺的學科是地心說 ，並且他們認為宇宙是和諧不變的；而天文學家則用科學的方法推斷宇宙沒有中心，是動態的，用大爆炸理論來解釋向外的膨脹。
占星術認為恆星和行星的位置決定了個人的個性和未來。天文學家研究實際的恆星和行星，但沒有發現證據支援占星理論。心理學家研究個性，雖然有許多個性的理論，但該領域的主流理論沒有沒有任何是基於占星術。根據卡爾·榮格的研究，邁爾斯-布里格斯性格分類法的個性類型學主要對應於水、火、土地、空氣這四種占星術元素。這種人格理論是由職業輔導員和生活導師使用，而不是由心理學家來運用。
占星家和天文學家都認同地球是宇宙不可分割的一部分，地球和宇宙是相互聯繫成一體（不能分割為獨立和不同的個體）。然而，占星家的哲學和神祕將宇宙描述成超自然、形而上學和神性本質，積極影響世界事務和人的個人生活。天文學家，作為科學界的成員，無論其個人的信仰如何，不能在他們的文章中從經驗主義的重現性來解釋。

## 分歧的歷史

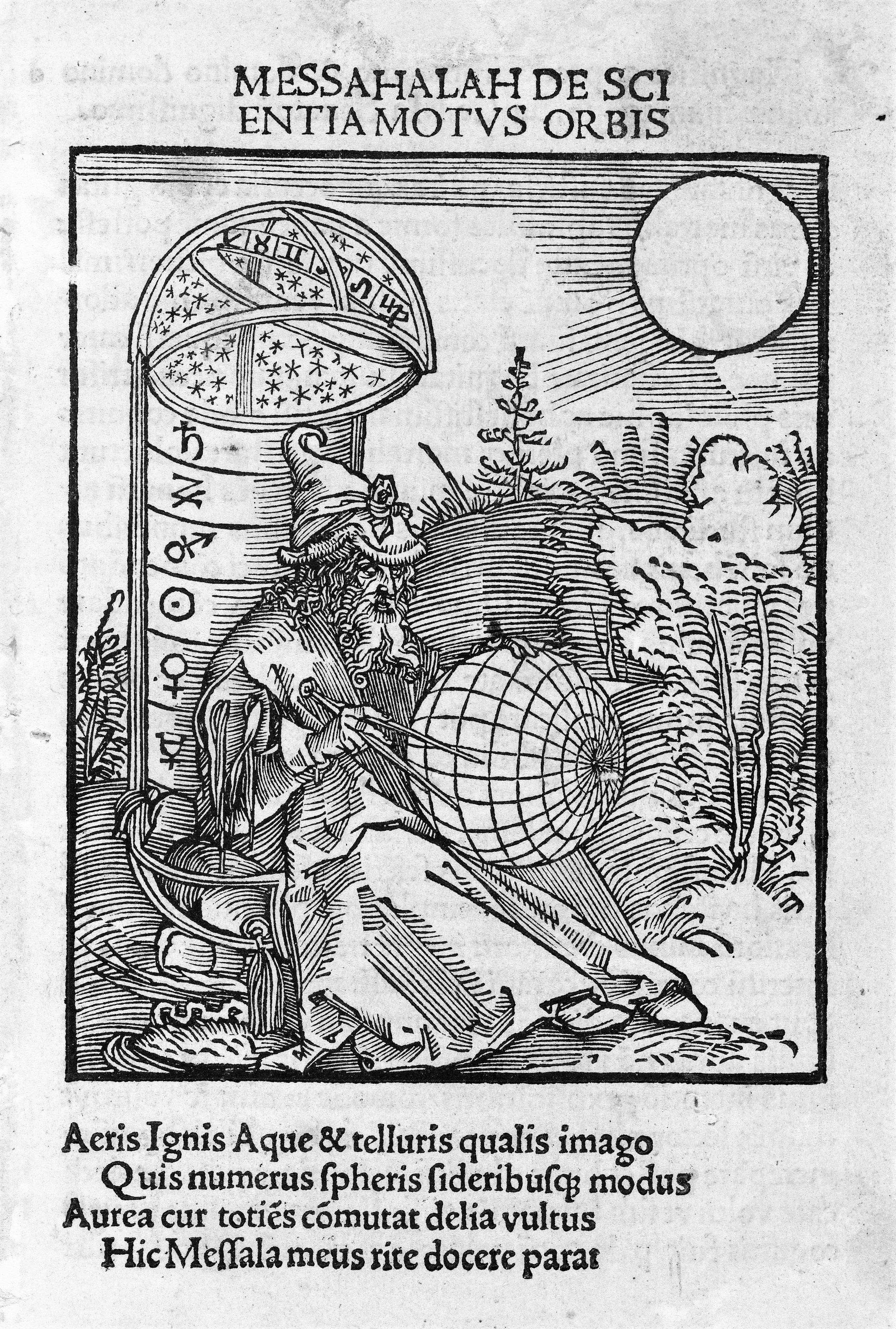
來自Mashallah Athari的De scientia motus orbis（1504年的拉丁語版與雕刻）封面頁插圖，出自阿爾布雷希特·杜勒的特色雕刻。如同許多中世紀的插圖，在參考上帝作為創造的建築師上，以指南針作為宗教和科學的標誌。

長期以來，占星學的資金支援了一些天文的研究，讓占星術得以使用更精確的星曆。在中世紀的歐洲，"Astronomia"這個詞經常被用於占星術和天文學，因為天文學和占星術共同都在研究天體的位置而沒有真正的區別；這與基本七藝有關。國王和統治者通常雇用宮廷占星家來幫助他們在王國內做決策，從而資助了天文的研究。為了用於醫學業務，大學醫學院的學生也被教授占星術。
天文學和占星術從17至19世紀逐漸分歧。哥白尼沒有占星術的實務（也沒有天文學的實務，他只做理論），但是在艾薩克·牛頓之前，最重要的天文學家 －第谷、克卜勒、和伽利略－ 都是專業的占星家。牛頓最有可能拒絕了占星術，然而（正如當代的惠更斯），在他的時代對占星術的興趣下降之後，日益流行的笛卡爾 "機械的"宇宙論正在啟蒙。
當時，守時的儀器也發展得更好，最初做導航的協助；改進的時計使人們可以做出更精確的占星預測 －可以測試的預測，並證明是錯誤的。到18世紀末，天文學是啟蒙模式的主要科學之一，使用與占星術完全不同，新編纂的科學方法。

## 進階讀物
- Eade, J. C. . Oxford: Clarendon Press; New York: Oxford University Press. 1984.
- Losev, A. . Journal of Astronomical History and Heritage. 2012, 15 (1): 42–46. Bibcode:2012JAHH...15...42L. arXiv:1006.5209 .
- North, John David. . Oxford: Clarendon Press. 1988.
- . American Astronomical Society.   [2014-08-17]. （原始内容存档于2014-07-01）.

## 外部連結
- The Geoffrey Chaucer Page: Astrology & Astronomy Archive.today的存檔，存档日期2012-12-05, Harvard University